# Coupe de l'EHF masculine 2011-2012
Navigation
Coupe de l'EHF 2010-2011 Coupe de l'EHF 2012-2013
La Coupe de l'EHF 2011-2012 est la 31e édition de la Coupe de l'EHF masculine.
Organisée par la Fédération européenne de handball (EHF), la compétition est ouverte en 2011-2012 à 52 clubs masculins de handball d'associations membres de l'EHF. Ces clubs sont qualifiés en fonction de leurs résultats dans leur pays d'origine lors de la saison 2010-2011.
Elle a vu le club allemand de Frisch Auf Göppingen conserver son titre en battant en finale le Dunkerque Handball Grand Littoral.

## Participants
Un total de 52 équipes participent à la Coupe de l'EHF 2011/2012. Les places sont allouées selon le coefficient EHF de chaque pays.
8 clubs font leur entrée lors du 1er tour, puis 28 clubs font leur entrée lors du 2e tour et enfin 16 clubs sont directement qualifiés pour le 3e tour.
| Troisième tour de qualification | Troisième tour de qualification | Troisième tour de qualification | Troisième tour de qualification | Troisième tour de qualification | Troisième tour de qualification | Troisième tour de qualification | Troisième tour de qualification | Troisième tour de qualification | Troisième tour de qualification | Troisième tour de qualification | Troisième tour de qualification | Troisième tour de qualification | Troisième tour de qualification | Troisième tour de qualification | Troisième tour de qualification |
| --- | --- | --- | --- | --- | --- | --- | --- | --- | --- | --- | --- | --- | --- | --- | --- |
| - Frisch Auf Göppingen : Tenant du titre - SC Magdebourg : 7e du Championnat d'Allemagne - Skjern Håndbold : 3e du Championnat du Danemark - BM Granollers : 4e du Championnat d'Espagne - Saint-Raphaël VHB : 4e du Championnat de France - Gorenje Velenje : 2e du Championnat de Slovénie - Sungul Snejinsk : 5e du Championnat de Russie - Pfadi Winterthur : 2e du Championnat de Suisse | - Frisch Auf Göppingen : Tenant du titre - SC Magdebourg : 7e du Championnat d'Allemagne - Skjern Håndbold : 3e du Championnat du Danemark - BM Granollers : 4e du Championnat d'Espagne - Saint-Raphaël VHB : 4e du Championnat de France - Gorenje Velenje : 2e du Championnat de Slovénie - Sungul Snejinsk : 5e du Championnat de Russie - Pfadi Winterthur : 2e du Championnat de Suisse | - Frisch Auf Göppingen : Tenant du titre - SC Magdebourg : 7e du Championnat d'Allemagne - Skjern Håndbold : 3e du Championnat du Danemark - BM Granollers : 4e du Championnat d'Espagne - Saint-Raphaël VHB : 4e du Championnat de France - Gorenje Velenje : 2e du Championnat de Slovénie - Sungul Snejinsk : 5e du Championnat de Russie - Pfadi Winterthur : 2e du Championnat de Suisse | - Frisch Auf Göppingen : Tenant du titre - SC Magdebourg : 7e du Championnat d'Allemagne - Skjern Håndbold : 3e du Championnat du Danemark - BM Granollers : 4e du Championnat d'Espagne - Saint-Raphaël VHB : 4e du Championnat de France - Gorenje Velenje : 2e du Championnat de Slovénie - Sungul Snejinsk : 5e du Championnat de Russie - Pfadi Winterthur : 2e du Championnat de Suisse | - Frisch Auf Göppingen : Tenant du titre - SC Magdebourg : 7e du Championnat d'Allemagne - Skjern Håndbold : 3e du Championnat du Danemark - BM Granollers : 4e du Championnat d'Espagne - Saint-Raphaël VHB : 4e du Championnat de France - Gorenje Velenje : 2e du Championnat de Slovénie - Sungul Snejinsk : 5e du Championnat de Russie - Pfadi Winterthur : 2e du Championnat de Suisse | - Frisch Auf Göppingen : Tenant du titre - SC Magdebourg : 7e du Championnat d'Allemagne - Skjern Håndbold : 3e du Championnat du Danemark - BM Granollers : 4e du Championnat d'Espagne - Saint-Raphaël VHB : 4e du Championnat de France - Gorenje Velenje : 2e du Championnat de Slovénie - Sungul Snejinsk : 5e du Championnat de Russie - Pfadi Winterthur : 2e du Championnat de Suisse | - Frisch Auf Göppingen : Tenant du titre - SC Magdebourg : 7e du Championnat d'Allemagne - Skjern Håndbold : 3e du Championnat du Danemark - BM Granollers : 4e du Championnat d'Espagne - Saint-Raphaël VHB : 4e du Championnat de France - Gorenje Velenje : 2e du Championnat de Slovénie - Sungul Snejinsk : 5e du Championnat de Russie - Pfadi Winterthur : 2e du Championnat de Suisse | - Frisch Auf Göppingen : Tenant du titre - SC Magdebourg : 7e du Championnat d'Allemagne - Skjern Håndbold : 3e du Championnat du Danemark - BM Granollers : 4e du Championnat d'Espagne - Saint-Raphaël VHB : 4e du Championnat de France - Gorenje Velenje : 2e du Championnat de Slovénie - Sungul Snejinsk : 5e du Championnat de Russie - Pfadi Winterthur : 2e du Championnat de Suisse | - Équipes éliminées des tours de qualification de Ligue des Champions - Rhein-Neckar Löwen : 2e tournois wild-card - Dunkerque HGL : 3e tournois wild-card - FC Porto : 2e du groupe 1 - HT Tatran Prešov : 3e du groupe 1 - HC Dinamo Minsk : 2e du groupe 2 - Beşiktaş JK : 3e du groupe 2 - Haslum HK : 2e du groupe 3 - Maccabi Rishon LeZion : 3e du groupe | - Équipes éliminées des tours de qualification de Ligue des Champions - Rhein-Neckar Löwen : 2e tournois wild-card - Dunkerque HGL : 3e tournois wild-card - FC Porto : 2e du groupe 1 - HT Tatran Prešov : 3e du groupe 1 - HC Dinamo Minsk : 2e du groupe 2 - Beşiktaş JK : 3e du groupe 2 - Haslum HK : 2e du groupe 3 - Maccabi Rishon LeZion : 3e du groupe | - Équipes éliminées des tours de qualification de Ligue des Champions - Rhein-Neckar Löwen : 2e tournois wild-card - Dunkerque HGL : 3e tournois wild-card - FC Porto : 2e du groupe 1 - HT Tatran Prešov : 3e du groupe 1 - HC Dinamo Minsk : 2e du groupe 2 - Beşiktaş JK : 3e du groupe 2 - Haslum HK : 2e du groupe 3 - Maccabi Rishon LeZion : 3e du groupe | - Équipes éliminées des tours de qualification de Ligue des Champions - Rhein-Neckar Löwen : 2e tournois wild-card - Dunkerque HGL : 3e tournois wild-card - FC Porto : 2e du groupe 1 - HT Tatran Prešov : 3e du groupe 1 - HC Dinamo Minsk : 2e du groupe 2 - Beşiktaş JK : 3e du groupe 2 - Haslum HK : 2e du groupe 3 - Maccabi Rishon LeZion : 3e du groupe | - Équipes éliminées des tours de qualification de Ligue des Champions - Rhein-Neckar Löwen : 2e tournois wild-card - Dunkerque HGL : 3e tournois wild-card - FC Porto : 2e du groupe 1 - HT Tatran Prešov : 3e du groupe 1 - HC Dinamo Minsk : 2e du groupe 2 - Beşiktaş JK : 3e du groupe 2 - Haslum HK : 2e du groupe 3 - Maccabi Rishon LeZion : 3e du groupe | - Équipes éliminées des tours de qualification de Ligue des Champions - Rhein-Neckar Löwen : 2e tournois wild-card - Dunkerque HGL : 3e tournois wild-card - FC Porto : 2e du groupe 1 - HT Tatran Prešov : 3e du groupe 1 - HC Dinamo Minsk : 2e du groupe 2 - Beşiktaş JK : 3e du groupe 2 - Haslum HK : 2e du groupe 3 - Maccabi Rishon LeZion : 3e du groupe | - Équipes éliminées des tours de qualification de Ligue des Champions - Rhein-Neckar Löwen : 2e tournois wild-card - Dunkerque HGL : 3e tournois wild-card - FC Porto : 2e du groupe 1 - HT Tatran Prešov : 3e du groupe 1 - HC Dinamo Minsk : 2e du groupe 2 - Beşiktaş JK : 3e du groupe 2 - Haslum HK : 2e du groupe 3 - Maccabi Rishon LeZion : 3e du groupe | - Équipes éliminées des tours de qualification de Ligue des Champions - Rhein-Neckar Löwen : 2e tournois wild-card - Dunkerque HGL : 3e tournois wild-card - FC Porto : 2e du groupe 1 - HT Tatran Prešov : 3e du groupe 1 - HC Dinamo Minsk : 2e du groupe 2 - Beşiktaş JK : 3e du groupe 2 - Haslum HK : 2e du groupe 3 - Maccabi Rishon LeZion : 3e du groupe |
| Deuxième tour de qualification | | | | | | | | | | | | | | | |
| - Bregenz Handball : 2e du Championnat d'Autriche - SKA Minsk : 2e du Championnat de Biélorussie - HRK Izviđač Ljubuški : 3e du Championnat de Bosnie-Herzégovine - Nexe Našice : 2e du Championnat de Croatie - SPE Strovolos Nicosie : 1er du Championnat de Chypre - Nordsjælland Håndbold : 4e du Championnat du Danemark - Põlva Serviti : 1er du Championnat d'Estonie - HBC Nantes : 5e du Championnat de France - PAOK Salonique : 2e du Championnat de Grèce - Tatabánya KC : 4e du Championnat de Hongrie - Balatonfüredi KSE : 6e du Championnat de Hongrie - HC Berchem : 2e du Championnat du Luxembourg - RK Vardar Skopje : 2e du Championnat de Macédoine - RK Mojkovac : 1er du Championnat du Monténégro - Elverum Handball : 2e du Championnat de Norvège | - Bregenz Handball : 2e du Championnat d'Autriche - SKA Minsk : 2e du Championnat de Biélorussie - HRK Izviđač Ljubuški : 3e du Championnat de Bosnie-Herzégovine - Nexe Našice : 2e du Championnat de Croatie - SPE Strovolos Nicosie : 1er du Championnat de Chypre - Nordsjælland Håndbold : 4e du Championnat du Danemark - Põlva Serviti : 1er du Championnat d'Estonie - HBC Nantes : 5e du Championnat de France - PAOK Salonique : 2e du Championnat de Grèce - Tatabánya KC : 4e du Championnat de Hongrie - Balatonfüredi KSE : 6e du Championnat de Hongrie - HC Berchem : 2e du Championnat du Luxembourg - RK Vardar Skopje : 2e du Championnat de Macédoine - RK Mojkovac : 1er du Championnat du Monténégro - Elverum Handball : 2e du Championnat de Norvège | - Bregenz Handball : 2e du Championnat d'Autriche - SKA Minsk : 2e du Championnat de Biélorussie - HRK Izviđač Ljubuški : 3e du Championnat de Bosnie-Herzégovine - Nexe Našice : 2e du Championnat de Croatie - SPE Strovolos Nicosie : 1er du Championnat de Chypre - Nordsjælland Håndbold : 4e du Championnat du Danemark - Põlva Serviti : 1er du Championnat d'Estonie - HBC Nantes : 5e du Championnat de France - PAOK Salonique : 2e du Championnat de Grèce - Tatabánya KC : 4e du Championnat de Hongrie - Balatonfüredi KSE : 6e du Championnat de Hongrie - HC Berchem : 2e du Championnat du Luxembourg - RK Vardar Skopje : 2e du Championnat de Macédoine - RK Mojkovac : 1er du Championnat du Monténégro - Elverum Handball : 2e du Championnat de Norvège | - Bregenz Handball : 2e du Championnat d'Autriche - SKA Minsk : 2e du Championnat de Biélorussie - HRK Izviđač Ljubuški : 3e du Championnat de Bosnie-Herzégovine - Nexe Našice : 2e du Championnat de Croatie - SPE Strovolos Nicosie : 1er du Championnat de Chypre - Nordsjælland Håndbold : 4e du Championnat du Danemark - Põlva Serviti : 1er du Championnat d'Estonie - HBC Nantes : 5e du Championnat de France - PAOK Salonique : 2e du Championnat de Grèce - Tatabánya KC : 4e du Championnat de Hongrie - Balatonfüredi KSE : 6e du Championnat de Hongrie - HC Berchem : 2e du Championnat du Luxembourg - RK Vardar Skopje : 2e du Championnat de Macédoine - RK Mojkovac : 1er du Championnat du Monténégro - Elverum Handball : 2e du Championnat de Norvège | - Bregenz Handball : 2e du Championnat d'Autriche - SKA Minsk : 2e du Championnat de Biélorussie - HRK Izviđač Ljubuški : 3e du Championnat de Bosnie-Herzégovine - Nexe Našice : 2e du Championnat de Croatie - SPE Strovolos Nicosie : 1er du Championnat de Chypre - Nordsjælland Håndbold : 4e du Championnat du Danemark - Põlva Serviti : 1er du Championnat d'Estonie - HBC Nantes : 5e du Championnat de France - PAOK Salonique : 2e du Championnat de Grèce - Tatabánya KC : 4e du Championnat de Hongrie - Balatonfüredi KSE : 6e du Championnat de Hongrie - HC Berchem : 2e du Championnat du Luxembourg - RK Vardar Skopje : 2e du Championnat de Macédoine - RK Mojkovac : 1er du Championnat du Monténégro - Elverum Handball : 2e du Championnat de Norvège | - Bregenz Handball : 2e du Championnat d'Autriche - SKA Minsk : 2e du Championnat de Biélorussie - HRK Izviđač Ljubuški : 3e du Championnat de Bosnie-Herzégovine - Nexe Našice : 2e du Championnat de Croatie - SPE Strovolos Nicosie : 1er du Championnat de Chypre - Nordsjælland Håndbold : 4e du Championnat du Danemark - Põlva Serviti : 1er du Championnat d'Estonie - HBC Nantes : 5e du Championnat de France - PAOK Salonique : 2e du Championnat de Grèce - Tatabánya KC : 4e du Championnat de Hongrie - Balatonfüredi KSE : 6e du Championnat de Hongrie - HC Berchem : 2e du Championnat du Luxembourg - RK Vardar Skopje : 2e du Championnat de Macédoine - RK Mojkovac : 1er du Championnat du Monténégro - Elverum Handball : 2e du Championnat de Norvège | - Bregenz Handball : 2e du Championnat d'Autriche - SKA Minsk : 2e du Championnat de Biélorussie - HRK Izviđač Ljubuški : 3e du Championnat de Bosnie-Herzégovine - Nexe Našice : 2e du Championnat de Croatie - SPE Strovolos Nicosie : 1er du Championnat de Chypre - Nordsjælland Håndbold : 4e du Championnat du Danemark - Põlva Serviti : 1er du Championnat d'Estonie - HBC Nantes : 5e du Championnat de France - PAOK Salonique : 2e du Championnat de Grèce - Tatabánya KC : 4e du Championnat de Hongrie - Balatonfüredi KSE : 6e du Championnat de Hongrie - HC Berchem : 2e du Championnat du Luxembourg - RK Vardar Skopje : 2e du Championnat de Macédoine - RK Mojkovac : 1er du Championnat du Monténégro - Elverum Handball : 2e du Championnat de Norvège | - Bregenz Handball : 2e du Championnat d'Autriche - SKA Minsk : 2e du Championnat de Biélorussie - HRK Izviđač Ljubuški : 3e du Championnat de Bosnie-Herzégovine - Nexe Našice : 2e du Championnat de Croatie - SPE Strovolos Nicosie : 1er du Championnat de Chypre - Nordsjælland Håndbold : 4e du Championnat du Danemark - Põlva Serviti : 1er du Championnat d'Estonie - HBC Nantes : 5e du Championnat de France - PAOK Salonique : 2e du Championnat de Grèce - Tatabánya KC : 4e du Championnat de Hongrie - Balatonfüredi KSE : 6e du Championnat de Hongrie - HC Berchem : 2e du Championnat du Luxembourg - RK Vardar Skopje : 2e du Championnat de Macédoine - RK Mojkovac : 1er du Championnat du Monténégro - Elverum Handball : 2e du Championnat de Norvège | - HV KRAS/Volendam : 1er du Championnat des Pays-Bas - Madeira SAD : 2e du Championnat du Portugal - HC Dukla Prague : 1er du Championnat de République tchèque - HC Odorheiu Secuiesc : 2e du Championnat de Roumanie - SKIF Krasnodar : 4e du Championnat de Russie - Étoile rouge de Belgrade : 2e du Championnat de Serbie - Eskilstuna Guif : 2e du Championnat de Suède - Izmir BSB SK : 2e du Championnat de Turquie - HC Dinamo Poltava : 1er du Championnat d'Ukraine - Équipes éliminées des tours de qualification de Ligue des Champions - AEK Athènes : 4e du groupe 1 - Aon Fivers : 4e du groupe 2 - Haukar Hafnarfjörður : 4e du groupe 3 - BM Valladolid : 4e du groupe W | - HV KRAS/Volendam : 1er du Championnat des Pays-Bas - Madeira SAD : 2e du Championnat du Portugal - HC Dukla Prague : 1er du Championnat de République tchèque - HC Odorheiu Secuiesc : 2e du Championnat de Roumanie - SKIF Krasnodar : 4e du Championnat de Russie - Étoile rouge de Belgrade : 2e du Championnat de Serbie - Eskilstuna Guif : 2e du Championnat de Suède - Izmir BSB SK : 2e du Championnat de Turquie - HC Dinamo Poltava : 1er du Championnat d'Ukraine - Équipes éliminées des tours de qualification de Ligue des Champions - AEK Athènes : 4e du groupe 1 - Aon Fivers : 4e du groupe 2 - Haukar Hafnarfjörður : 4e du groupe 3 - BM Valladolid : 4e du groupe W | - HV KRAS/Volendam : 1er du Championnat des Pays-Bas - Madeira SAD : 2e du Championnat du Portugal - HC Dukla Prague : 1er du Championnat de République tchèque - HC Odorheiu Secuiesc : 2e du Championnat de Roumanie - SKIF Krasnodar : 4e du Championnat de Russie - Étoile rouge de Belgrade : 2e du Championnat de Serbie - Eskilstuna Guif : 2e du Championnat de Suède - Izmir BSB SK : 2e du Championnat de Turquie - HC Dinamo Poltava : 1er du Championnat d'Ukraine - Équipes éliminées des tours de qualification de Ligue des Champions - AEK Athènes : 4e du groupe 1 - Aon Fivers : 4e du groupe 2 - Haukar Hafnarfjörður : 4e du groupe 3 - BM Valladolid : 4e du groupe W | - HV KRAS/Volendam : 1er du Championnat des Pays-Bas - Madeira SAD : 2e du Championnat du Portugal - HC Dukla Prague : 1er du Championnat de République tchèque - HC Odorheiu Secuiesc : 2e du Championnat de Roumanie - SKIF Krasnodar : 4e du Championnat de Russie - Étoile rouge de Belgrade : 2e du Championnat de Serbie - Eskilstuna Guif : 2e du Championnat de Suède - Izmir BSB SK : 2e du Championnat de Turquie - HC Dinamo Poltava : 1er du Championnat d'Ukraine - Équipes éliminées des tours de qualification de Ligue des Champions - AEK Athènes : 4e du groupe 1 - Aon Fivers : 4e du groupe 2 - Haukar Hafnarfjörður : 4e du groupe 3 - BM Valladolid : 4e du groupe W | - HV KRAS/Volendam : 1er du Championnat des Pays-Bas - Madeira SAD : 2e du Championnat du Portugal - HC Dukla Prague : 1er du Championnat de République tchèque - HC Odorheiu Secuiesc : 2e du Championnat de Roumanie - SKIF Krasnodar : 4e du Championnat de Russie - Étoile rouge de Belgrade : 2e du Championnat de Serbie - Eskilstuna Guif : 2e du Championnat de Suède - Izmir BSB SK : 2e du Championnat de Turquie - HC Dinamo Poltava : 1er du Championnat d'Ukraine - Équipes éliminées des tours de qualification de Ligue des Champions - AEK Athènes : 4e du groupe 1 - Aon Fivers : 4e du groupe 2 - Haukar Hafnarfjörður : 4e du groupe 3 - BM Valladolid : 4e du groupe W | - HV KRAS/Volendam : 1er du Championnat des Pays-Bas - Madeira SAD : 2e du Championnat du Portugal - HC Dukla Prague : 1er du Championnat de République tchèque - HC Odorheiu Secuiesc : 2e du Championnat de Roumanie - SKIF Krasnodar : 4e du Championnat de Russie - Étoile rouge de Belgrade : 2e du Championnat de Serbie - Eskilstuna Guif : 2e du Championnat de Suède - Izmir BSB SK : 2e du Championnat de Turquie - HC Dinamo Poltava : 1er du Championnat d'Ukraine - Équipes éliminées des tours de qualification de Ligue des Champions - AEK Athènes : 4e du groupe 1 - Aon Fivers : 4e du groupe 2 - Haukar Hafnarfjörður : 4e du groupe 3 - BM Valladolid : 4e du groupe W | - HV KRAS/Volendam : 1er du Championnat des Pays-Bas - Madeira SAD : 2e du Championnat du Portugal - HC Dukla Prague : 1er du Championnat de République tchèque - HC Odorheiu Secuiesc : 2e du Championnat de Roumanie - SKIF Krasnodar : 4e du Championnat de Russie - Étoile rouge de Belgrade : 2e du Championnat de Serbie - Eskilstuna Guif : 2e du Championnat de Suède - Izmir BSB SK : 2e du Championnat de Turquie - HC Dinamo Poltava : 1er du Championnat d'Ukraine - Équipes éliminées des tours de qualification de Ligue des Champions - AEK Athènes : 4e du groupe 1 - Aon Fivers : 4e du groupe 2 - Haukar Hafnarfjörður : 4e du groupe 3 - BM Valladolid : 4e du groupe W | - HV KRAS/Volendam : 1er du Championnat des Pays-Bas - Madeira SAD : 2e du Championnat du Portugal - HC Dukla Prague : 1er du Championnat de République tchèque - HC Odorheiu Secuiesc : 2e du Championnat de Roumanie - SKIF Krasnodar : 4e du Championnat de Russie - Étoile rouge de Belgrade : 2e du Championnat de Serbie - Eskilstuna Guif : 2e du Championnat de Suède - Izmir BSB SK : 2e du Championnat de Turquie - HC Dinamo Poltava : 1er du Championnat d'Ukraine - Équipes éliminées des tours de qualification de Ligue des Champions - AEK Athènes : 4e du groupe 1 - Aon Fivers : 4e du groupe 2 - Haukar Hafnarfjörður : 4e du groupe 3 - BM Valladolid : 4e du groupe W |
| Premier tour de qualification | | | | | | | | | | | | | | | |
| - Initia HC Hasselt : 1er du Championnat de Belgique - AC Latsia Kentriki Asfalistiki : 2e du Championnat de Chypre - HC Neistin : 1er du Championnat des Îles Féroé - KH Kastrioti Ferizaj : 1er du Championnat du Kosovo | - Initia HC Hasselt : 1er du Championnat de Belgique - AC Latsia Kentriki Asfalistiki : 2e du Championnat de Chypre - HC Neistin : 1er du Championnat des Îles Féroé - KH Kastrioti Ferizaj : 1er du Championnat du Kosovo | - Initia HC Hasselt : 1er du Championnat de Belgique - AC Latsia Kentriki Asfalistiki : 2e du Championnat de Chypre - HC Neistin : 1er du Championnat des Îles Féroé - KH Kastrioti Ferizaj : 1er du Championnat du Kosovo | - Initia HC Hasselt : 1er du Championnat de Belgique - AC Latsia Kentriki Asfalistiki : 2e du Championnat de Chypre - HC Neistin : 1er du Championnat des Îles Féroé - KH Kastrioti Ferizaj : 1er du Championnat du Kosovo | - Initia HC Hasselt : 1er du Championnat de Belgique - AC Latsia Kentriki Asfalistiki : 2e du Championnat de Chypre - HC Neistin : 1er du Championnat des Îles Féroé - KH Kastrioti Ferizaj : 1er du Championnat du Kosovo | - Initia HC Hasselt : 1er du Championnat de Belgique - AC Latsia Kentriki Asfalistiki : 2e du Championnat de Chypre - HC Neistin : 1er du Championnat des Îles Féroé - KH Kastrioti Ferizaj : 1er du Championnat du Kosovo | - Initia HC Hasselt : 1er du Championnat de Belgique - AC Latsia Kentriki Asfalistiki : 2e du Championnat de Chypre - HC Neistin : 1er du Championnat des Îles Féroé - KH Kastrioti Ferizaj : 1er du Championnat du Kosovo | - Initia HC Hasselt : 1er du Championnat de Belgique - AC Latsia Kentriki Asfalistiki : 2e du Championnat de Chypre - HC Neistin : 1er du Championnat des Îles Féroé - KH Kastrioti Ferizaj : 1er du Championnat du Kosovo | - HB Dudelange : 3e du Championnat du Luxembourg - HC Olimpus-85 Chișinău : 1er du Championnat de Moldavie - RK Sutjeska Nikšić : 3e du Championnat du Monténégro - OCI Limburg Lions Geleen : 2e du Championnat des Pays-Bas | - HB Dudelange : 3e du Championnat du Luxembourg - HC Olimpus-85 Chișinău : 1er du Championnat de Moldavie - RK Sutjeska Nikšić : 3e du Championnat du Monténégro - OCI Limburg Lions Geleen : 2e du Championnat des Pays-Bas | - HB Dudelange : 3e du Championnat du Luxembourg - HC Olimpus-85 Chișinău : 1er du Championnat de Moldavie - RK Sutjeska Nikšić : 3e du Championnat du Monténégro - OCI Limburg Lions Geleen : 2e du Championnat des Pays-Bas | - HB Dudelange : 3e du Championnat du Luxembourg - HC Olimpus-85 Chișinău : 1er du Championnat de Moldavie - RK Sutjeska Nikšić : 3e du Championnat du Monténégro - OCI Limburg Lions Geleen : 2e du Championnat des Pays-Bas | - HB Dudelange : 3e du Championnat du Luxembourg - HC Olimpus-85 Chișinău : 1er du Championnat de Moldavie - RK Sutjeska Nikšić : 3e du Championnat du Monténégro - OCI Limburg Lions Geleen : 2e du Championnat des Pays-Bas | - HB Dudelange : 3e du Championnat du Luxembourg - HC Olimpus-85 Chișinău : 1er du Championnat de Moldavie - RK Sutjeska Nikšić : 3e du Championnat du Monténégro - OCI Limburg Lions Geleen : 2e du Championnat des Pays-Bas | - HB Dudelange : 3e du Championnat du Luxembourg - HC Olimpus-85 Chișinău : 1er du Championnat de Moldavie - RK Sutjeska Nikšić : 3e du Championnat du Monténégro - OCI Limburg Lions Geleen : 2e du Championnat des Pays-Bas | - HB Dudelange : 3e du Championnat du Luxembourg - HC Olimpus-85 Chișinău : 1er du Championnat de Moldavie - RK Sutjeska Nikšić : 3e du Championnat du Monténégro - OCI Limburg Lions Geleen : 2e du Championnat des Pays-Bas |

## Tours de qualification

### Premier tour
| Équipe                   | Aller   | Total   | Retour  | Équipe                   |
| ------------------------ | ------- | ------- | ------- | ------------------------ |
| HB Dudelange             | 30 – 38 | 59 – 65 | 29 – 27 | Initia HC Hasselt        |
| HC Olimpus-85 Chișinău   | 20 – 37 | 44 – 73 | 24 – 36 | OCI Limburg Lions Geleen |
| AC Latsia K. Asfalistiki | 17 – 30 | 42 – 67 | 25 – 37 | HC Neistin               |
| KH Kastrioti Ferizaj     | 25 – 35 | 52 – 65 | 27 – 30 | RK Sutjeska Nikšić       |

### Deuxième tour
| Équipe                   | Aller   | Total    | Retour  | Équipe                   |
| ------------------------ | ------- | -------- | ------- | ------------------------ |
| SKIF Krasnodar           | 37 – 17 | 62 – 48  | 25 – 31 | SPE Strovolos Nicosie    |
| Eskilstuna Guif          | 39 – 30 | 72 – 63  | 33 – 33 | SKA Minsk                |
| HC Neistin               | 20 – 34 | 37 – 65  | 17 – 31 | Madeira SAD              |
| HC Dinamo Poltava        | 29 – 22 | 60 – 44  | 31 – 22 | Izmir BSB SK             |
| Aon Fivers               | 32 – 28 | 62 – 65  | 30 – 37 | HC Odorheiu Secuiesc     |
| AEK Athènes              | 25 – 27 | 49 – 53  | 24 – 26 | OCI Limburg Lions Geleen |
| HV KRAS/Volendam         | 21 – 31 | 42 – 57  | 21 – 26 | HBC Nantes               |
| Põlva Serviti            | 23 – 26 | 42 – 49  | 19 – 23 | Bregenz Handball         |
| Nordsjælland Håndbold    | 31 – 24 | 58 – 49  | 27 – 25 | HC Dukla Prague          |
| Balatonfüredi KC         | 25 – 23 | 56 – 46  | 31 – 23 | HC Berchem               |
| BM Valladolid            | 38 – 29 | 63 – 53  | 25 – 24 | Elverum Handball         |
| Initia HC Hasselt        | 28 – 29 | 56 – 56* | 28 – 27 | Haukar Hafnarfjörður     |
| Étoile rouge de Belgrade | 23 – 21 | 46 – 45  | 23 – 24 | RK Mojkovac              |
| RK Vardar Skopje         | 27 – 25 | 53 – 54  | 26 – 29 | HRK Izviđač Ljubuški     |
| RK Sutjeska Nikšić       | 21 – 29 | 46 – 59  | 25 – 30 | Nexe Našice              |
| PAOK Salonique           | 23 – 27 | 48 – 56  | 25 – 31 | Tatabánya KC             |

* Qualifié selon la règle du nombre de buts marqués à l'extérieur.

### Troisième tour
| Équipe                   | Aller   | Total   | Retour  | Équipe                   |
| ------------------------ | ------- | ------- | ------- | ------------------------ |
| Nordsjælland Håndbold    | 37 – 33 | 57 – 56 | 20 – 23 | Sungul Snejinsk          |
| HBC Nantes               | 28 – 32 | 65 – 66 | 37 – 34 | HC Dinamo Minsk          |
| Madeira SAD              | 24 - 24 | 43 – 51 | 19 – 27 | HT Tatran Prešov         |
| Pfadi Winterthur         | 35 – 27 | 52 – 53 | 17 – 26 | Eskilstuna Guif          |
| Skjern Håndbold          | 33 – 21 | 54 – 47 | 21 – 26 | HC Dinamo Poltava        |
| Étoile rouge de Belgrade | 28 – 25 | 49 – 56 | 21 – 31 | FC Porto                 |
| SKIF Krasnodar           | 27 – 23 | 56 – 58 | 29 – 35 | Maccabi Rishon LeZion    |
| Nexe Našice              | 31 – 19 | 60 – 48 | 29 – 29 | Beşiktaş JK              |
| Tatabánya KC             | 26 – 28 | 51 – 62 | 25 – 34 | Frisch Auf Göppingen     |
| Dunkerque HGL            | 30 – 21 | 56 – 48 | 26 – 27 | Balatonfüredi KC         |
| Bregenz Handball         | 26 – 27 | 51 – 60 | 25 – 33 | BM Granollers            |
| HC Odorheiu Secuiesc     | 39 – 28 | 72 – 61 | 33 - 33 | Haslum HK                |
| SC Magdebourg            | 48 – 24 | 76 – 51 | 28 - 27 | HRK Izviđač Ljubuški     |
| Haukar Hafnarfjörður     | 20 – 29 | 46 – 64 | 26 – 35 | Saint-Raphaël Var HB     |
| Rhein-Neckar Löwen       | 42 – 30 | 80 – 57 | 38 – 27 | OCI Limburg Lions Geleen |
| Gorenje Velenje          | 33 – 23 | 60 – 58 | 27 – 35 | BM Valladolid            |

### Huitièmes de finale
| Équipe               | Aller   | Total   | Retour  | Équipe                |
| -------------------- | ------- | ------- | ------- | --------------------- |
| FC Porto*            | 28 – 26 | 52 – 55 | 24 – 29 | Saint-Raphaël Var HB  |
| HC Dinamo Minsk      | 35 – 27 | 60 – 54 | 25 – 27 | BM Granollers         |
| HT Tatran Prešov     | 30 – 20 | 59 – 43 | 29 – 23 | Nordsjælland Håndbold |
| Eskilstuna Guif      | 34 – 35 | 70 – 74 | 36 – 39 | Rhein-Neckar Löwen    |
| Skjern Håndbold      | 28 – 24 | 46 – 48 | 18 – 24 | Dunkerque HGL         |
| SC Magdebourg        | 33 – 31 | 54 – 53 | 21 – 22 | Nexe Našice           |
| Gorenje Velenje      | 40 – 24 | 72 – 54 | 32 – 30 | Maccabi Rishon LeZion |
| Frisch Auf Göppingen | 31 - 20 | 58 – 50 | 27 – 30 | HC Odorheiu Secuiesc  |

### Quarts de finale
| Équipe               | Aller   | Total   | Retour  | Équipe               |
| -------------------- | ------- | ------- | ------- | -------------------- |
| HC Dinamo Minsk      | 27 – 23 | 54 – 57 | 27 – 34 | Frisch Auf Göppingen |
| Gorenje Velenje      | 25 – 27 | 54 – 57 | 29 – 30 | Rhein-Neckar Löwen   |
| HT Tatran Prešov     | 29 - 29 | 51 – 55 | 22 – 26 | SC Magdebourg        |
| Saint-Raphaël Var HB | 23 – 31 | 60 – 64 | 37 – 33 | Dunkerque HGL        |

### Demi-finales
Le tirage au sort a été effectué le Mardi 27 mars à Vienne (Autriche) :
| Équipe             | Aller   | Total   | Retour  | Équipe               |
| ------------------ | ------- | ------- | ------- | -------------------- |
| Rhein-Neckar Löwen | 33 – 32 | 62 – 65 | 29 – 33 | Frisch Auf Göppingen |
| SC Magdebourg      | 25 – 30 | 47 – 48 | 22 – 18 | Dunkerque HGL        |

### Finale
| Équipe        | Aller   | Total   | Retour  | Équipe               |
| ------------- | ------- | ------- | ------- | -------------------- |
| Dunkerque HGL | 26 – 26 | 54 – 60 | 28 – 34 | Frisch Auf Göppingen |

#### Finale aller
| 19 mai 2012 17h45 | Dunkerque HGL | 26 – 26 | Frisch Auf Göppingen | Stades de Flandres, Dunkerque Affluence : 2 500 Arbitrage : Vaidas Mažeika et Mindaugas Gatelis |
| 19 mai 2012 17h45 | Kornél Nagy 6 | (13-15) | Momir Rnić 7         | Stades de Flandres, Dunkerque Affluence : 2 500 Arbitrage : Vaidas Mažeika et Mindaugas Gatelis |
| 19 mai 2012 17h45 | ×3            | Rapport | ×3 ×4                | Stades de Flandres, Dunkerque Affluence : 2 500 Arbitrage : Vaidas Mažeika et Mindaugas Gatelis |

- Dunkerque HGL: Gérard, Huygue – Nagy (6), Butto (5), Siakam (5), Lamon  (4), Afgour   (2), Grocaut  (2), Mokrani  (1), Touati (1), Carbon, Caussé, Emonet, Nilsson , Vanseveren
- Frisch Auf Göppingen: Tahirović, Rutschmann – Rnić (7), Thiede  (5), Schöne  (4), Mrvaljević (3), Kneule  (2), Schubert (2), Späth   (2), Horák  (1), Anušić , Lobedank, Markez, Markićević.

#### Finale retour
| 24 mai 2012 19h00 | Frisch Auf Göppingen | 34 – 28 | Dunkerque HGL | EWS Arena, Göppingen Affluence : 5 000 Arbitrage : Sorin-Laurentiu Dinu et Constantin Din |
| 24 mai 2012 19h00 | Momir Rnić 7         | (15-14) | Butto 10      | EWS Arena, Göppingen Affluence : 5 000 Arbitrage : Sorin-Laurentiu Dinu et Constantin Din |
| 24 mai 2012 19h00 | ×3 ×9 ×1             | Rapport | ×3 ×4         | EWS Arena, Göppingen Affluence : 5 000 Arbitrage : Sorin-Laurentiu Dinu et Constantin Din |

- Frisch Auf Göppingen: Rutschmann, Tahirović – Rnić  (7), Horák (7), Mrvaljević  (5), Kneule (4), Schubert (4), Schöne     (3), Thiede  (2), Oprea (2), Späth  , Anušić  , Lobedank , Markez , Markićević
- Dunkerque HBGL: Gérard, Huygue – Butto   (10), Bosquet (5),  Afgour  (3), Lamon (3), Touati (2), Mokrani  (2), Siakam (2), Nagy (1), Caussé, Emonet, Grocaut   , Vanseveren, Nilsson.

## Les champions d'Europe
| Champion d'Europe EHF 2012 Frisch Auf Göppingen 2e titre |

## Statistiques
| Rang | Joueur             | Buts | Club                     |
| ---- | ------------------ | ---- | ------------------------ |
| 1    | Baptiste Butto     | 57   | Dunkerque HGL            |
| 2    | Momir Rnić         | 55   | Frisch Auf Göppingen     |
| 3    | Uwe Gensheimer     | 52   | Rhein-Neckar Löwen       |
| 4    | Pavel Horák        | 51   | Frisch Auf Göppingen     |
| 5    | Mattias Zachrisson | 47   | Eskilstuna Guif          |
| 6    | Yves Grafenhorst   | 42   | SC Magdebourg            |
| 6    | Nikola Miricki     | 42   | OCI Limburg Lions Geleen |
| 8    | Kornél Nagy        | 41   | Dunkerque HGL            |
| 9    | Michael Thiede     | 40   | Frisch Auf Göppingen     |
| 10   | Andy Schmid        | 38   | Rhein-Neckar Löwen       |
| 10   | Mathias Tholin     | 38   | Eskilstuna Guif          |